# AMG (lied)
AMG is een lied van de Nederlandse producer $hirak, de Nederlandse rapper Josylvio en de Algerijns-Franse rapper Boef. Het werd in 2023 als single uitgebracht.

## Achtergrond
AMG is geschreven door Joost Theo Sylvio Yussef Abdelgalil Dowib, Sofiane Boussaadia en Julien Willemsen en geproduceerd door $hirak. Het is een nummer uit het genre nederhop. In het lied rappen de artiesten over hun rijkdommen en successen en wordt er onder andere gezegd dat ze vroeger reden op een fiets, maar nu in een auto van het merk AMG. Het nummer werd bij radiozender NPO FunX uitgeroepen tot DiXte track van de week.
Het is de eerste keer dat de drie artiesten tegelijkertijd op een track te horen zijn. Wel werd er onderling al samengewerkt. Zo hadden $hirak en Josylvio eerder het nummer DM's uitgebracht. Met Boef had $hirak al meerdere hits, waaronder Miljonair, Als je bij me blijft en Pornstar martini. Josylvio en Boef brachten eerder het lied Betaal mij uit en herhaalden na AMG de samenwerking op Schakelen.

## Hitnoteringen
De artiesten hadden succes met het lied in de hitlijsten van Nederland. Het piekte op de zesde plaats van de Nederlandse Single Top 100 en stond zes weken in deze hitlijst. De Nederlandse Top 40 werd niet bereikt; het kwam hier tot de vierde plaats van de Tipparade.